# Línea 317 (Buenos Aires)
La Línea 317 es una línea colectivos del Área Metropolitana de Buenos Aires. Une la Estación Morón con la intersección de las Avenidas Crovara y Avenida Cristianía en la localidad de Isidro Casanova en el Partido de La Matanza

## Ramal Estación Morón / Crovara y Crístiania (PARTIDO DE LA MATANZA)
De Estación Morón - 9 de Julio - Intendente García Silva - Gral. San Martín - Intendente Agüero - (PARTIDO DE LA MATANZA) - Av. Don Bosco - Cristianía hasta Intendente Esteban Crovara.
Regreso: 
De Intendente Esteban Crovara y Crístiania por Cristiania - Av. Don Bosco - (PARTIDO DE MORÓN) - Intendente Agüero - Belgrano - Bartolomé Mitre - 25 de Mayo hasta estación Morón FFCC D. F. Sarmiento dónde finaliza su recorrido

## Ramal Estación Morón / Isidro Casanova (PARTIDO DE LA MATANZA)
De Estación Morón - 9 de Julio - Intendente García Silva - Gral. San Martín - Int. Agüero - (PARTIDO DE LA MATANZA) - Suiza - La Porteña - Triunvirato- Ararat - Algarrobo - Atenas - Ituzaingó - Berna - Arribeños - José Ignacio Rucci - La Paz - Pujol - Lartigau - Pujol - Venezuela- Atenas - Caupolicán - Lisboa - Fitz Roy - Bruselas - Cnel. F. Seguí - Roma hasta Brig. Gral. J. M. de Rosas (Ruta N.º 3) dónde finaliza su recorrido.
Regreso:
Islas Malvinas - Cnel. Francisco Seguí - Lisboa - Caupolicán - Atenas - Venezuela - Pujol - Lartigau - José Ignacio Rucci - Arribeños - Berna - Ituzaingó - Atenas - Larrazábal - Atenas - Algarrobo - Ararat - Triunvirato - Colonia - PARTIDO DE MORÓN - Intendente Agüero - Belgrano - Bartolomé Mitre - 25 de Mayo hasta estación Morón FFCC D. F. Sarmiento dónde finaliza su recorrido.